# 戈德尔特
戈德尔特是德国莱茵兰-普法尔茨州的一个市镇。总面积2.39平方公里，总人口419人，其中男性215人，女性204人（2011年12月31日），人口密度175人/平方公里。